# Ayía Eléni
Ayía Eléni (Agia Eleni) är en ort i Grekland. Den ligger i prefekturen Nomós Serrón och regionen Mellersta Makedonien, i den nordöstra delen av landet, 300 km norr om huvudstaden Aten. Ayía Eléni ligger 11 meter över havet och antalet invånare är 476.
Terrängen runt Ayía Eléni är platt. Runt Ayía Eléni är det ganska glesbefolkat, med 23 invånare per kvadratkilometer. Närmaste större samhälle är Serrai, 9,3 km norr om Ayía Eléni. Trakten runt Ayía Eléni består till största delen av jordbruksmark.